# 49481 Gisellarubini
49481 Gisellarubini è un asteroide della fascia principale. Scoperto nel 1999, presenta un'orbita caratterizzata da un semiasse maggiore pari a 3,0938912 UA e da un'eccentricità di 0,1295129, inclinata di 1,16998° rispetto all'eclittica.